# المشهد (يريم)

تعديل مصدري - تعديل

المشهد هي إحدى حارات حي يريم بمدينة يريم أحد مدن محافظة إب، بلغ تعداد سكانها 4574 نسمة حسب تعداد اليمن لعام 2004.